# Circuto Cittadino dell’EUR
Circuito cittadino dell'EUR – tor uliczny znajdujący się w dzielnicy Esposizione Universale di Roma w Rzymie. Po raz pierwszy został użyty 14 kwietnia 2018 roku podczas ePrix Rzymu 2018.
3 lutego 2021 roku ogłoszono nowy i dłuższy układ, który ma 3,385 km długości i zawiera 19 zakrętów. Ten układ toru ma na celu zapewnienie dłuższych i szybszych prostych w celu poprawy manewrów wyprzedzania.